# لئون سیرالئون
لئون سیرالئون (به انگلیسی: Sierra Leonean leone) با کد ایزوی SLL، یکای پول رایج در کشور سیرالئون است. مسئولیت کنترل این یکای پول برعهدهٔ بانک سیرالئون قرار دارد.